# Ukrainische Korrespondenz
Ukrainische Korrespondenz – tygodnik wydawany przez Główną Radę Ukraińską, a potem Ogólną Ukraińską Radę w latach 1914–1918 w Wiedniu (do 1916 pod nazwą Ukrainisches Korrespondenzblatt).
Wydawcą był Kost Łewyćkyj, a redaktorami Wasyl Panejko i R. Singałewycz, a od 1917 Wasyl Kusznir.